# Ampulex insularis
Ampulex insularis là một loài côn trùng cánh màng trong họ Ampulicidae, thuộc chi Ampulex. Loài này được F. Smith miêu tả khoa học đầu tiên năm 1858.